# 田中伯知
田中伯知（たなか のりちか、1951年 - ）は日本の社会学者。早稲田大学専任教員。専攻はマス・コミュニケーション理論、社会学理論、災害社会学、危機管理の社会学（Sociology of Emergency Management、災害の「衝撃期」における自衛隊の組織的救助・救援活動の社会学的分析）、情報と社会変動（情報社会学）。

## 経歴
早稲田大学大学院政治学研究科修士課程修了、早稲田大学大学院文学研究科社会学専攻博士課程修了。
駒澤大学法学研究所、獨協大学教養部・外国語学部などで講師、及び数年にわたり時野谷浩・東海大学広報メディア学科教授の企画のもと、同大学の特別講義 「マス・コミュニケーション理論」の講師等を歴任し、早稲田大学専任教員（高等学院教諭、社会科学研究所研究員・講師）に就任。
この間、慶應義塾大学新聞研究所（現メディア・コミュニケーション研究所）・早稲田大学人間科学部・常磐大学人間科学部各講師、オハイオ州立大学客員教員、早稲田大学アジア太平洋研究センター研究員（教授、危機管理部会主任）、早稲田大学教育総合研究所研究員（研究部会主任）、中東調査会客員研究員、慶應義塾大学大学院政策メディア研究科・総合政策学部・環境情報学部附属SFC研究所所員、早稲田大学総合研究機構災害研究所研究員（幹事・副所長）などを兼ねる。
現在、早稲田大学専任教員（高等学院教諭）。早稲田大学危機管理研究会・早稲田大学コミュニケーション研究会（各研究推進部所管）各代表。

## 業績・活動
- 文部省による「業績審査」を経て、1985年6月3日付にて、担当科目の「単位認定」（「大学教員」の認定）を受ける（文部大臣・松永光　大学名：獨協大学外国語学部　科目名：専門教育科目「マス・コミュニケーション」）。
- 日韓両国首脳（竹下登総理、盧泰愚韓国大統領）により設置された日韓21世紀委員会（日韓賢人会議）日本側スタディ・グループメンバー（専門委員）として、マスメディア内容（マスコミ報道）が東アジア情勢（主として日韓・日朝関係）に及ぼす影響を分析した。
- 2005年8月、『東京新聞』の選挙関連報道において災害社会学の見地から協力し、『東京新聞』、『中日新聞』に談話・見解が掲載された[3]。
- 約10年にわたり、有識者として防衛庁（省）陸上幕僚監部オピニオン・リーダーの委嘱を受け、災害時における自衛隊の組織的対応と民生支援（災害の「衝撃期」における自衛隊の被災住民に対する救援活動等）の研究を行う。
- 早稲田大学エクステンションセンター・オープンカレッジにおいて、早稲田大学危機管理研究会代表として、元海上幕僚長・福地建夫海将、杏林大学教授・平松茂雄、産経新聞『正論』編集長・大島信三、元陸上自衛隊第12旅団長・中越地震災害派遣部隊指揮官・松永敏陸将補と共同で講座「危機管理－その争点と課題－」を主催した。
- 2011年、情報通信学会より、学会の発展に貢献したことにより表彰を受ける。

## 早稲田大学専任教員（高等学院教諭）としての教育活動
- 高等学院の授業においては、常に独自な視点を用意し、授業内容が受講者の心に強く、深く残るよう心掛けている。
- 地域における①「軍事安全保障」の枠組み、 ②「経済のグローバル化の動態」の2点に焦点を当て、単純な地経学的枠組みに縛られない斬新な思考を追求する授業を展開する。
- 「国際社会学」の授業においては、専門領域の一端である「危機管理の社会学」（Sociology of Emergency Management）、「社会学理論」（Sociological Theories）、「マス・コミュニケーション理論」（Mass Comｍunication Theories）、情報社会（Information Society）論の視点に立ち、日中韓を中心とした東アジアの変動の捉え方を核に授業を展開する。
- 早稲田大学高等学院のなかでも特に著名な教員の１人である。

## 主要著作

### 単著（図書）
- 『コミュニケーション学への展望』（芦書房　1996年）
- 『コミュニケーションと情報』（芦書房　1996年）
- 『災害と自衛隊－危機管理の論理－』（芦書房　1998年）
- 『災害と社会構造－危機管理の論理－』（芦書房　1998年）
- 『コミュニケーションと変容』（北樹出版　2000年）
- 『情報と意思決定　－メディア・学習・危機管理－』（自由社　2002年）
- 『災害と自衛隊：新潟県中越地震における陸上自衛隊第12師団の災害派遣の足跡を中心に』（早稲田大学危機管理研究会・早稲田大学総合研究機構災害研究所報告書　2008年）
- 『自然災害に対する自衛隊等の組織的対応の比較分析：阪神・淡路大震災、新潟県中越地震、中国・四川大地震等を事例に』（早稲田大学危機管理研究会・早稲田大学総合研究機構災害研究所報告書　2010年）
- 『勇気と寡黙　そして祈り―東北地方・太平洋沖地震における陸上自衛隊の被災者支援 (要約版) ―』（早稲田大学危機管理研究会　2012年）[4]
- 『勇気と寡黙　そして祈り―東北地方・太平洋沖地震における陸上自衛隊の被災者支援―』（早稲田大学危機管理研究会　2013年）[5]

　　※上記2冊は「東日本大震災アーカイブ宮城」にて全文閲覧可。　
- 『東北地方・太平洋沖地震における陸上自衛隊の災害派遣の足跡　「立正安国論」から見た日本人の戦争・災害観』（早稲田大学危機管理研究会　2015年）[5]
- 『いざ、東北沿岸へ―自衛隊岩手地方協力本部長・高橋俊哉１等陸佐と共に―』（早稲田大学危機管理研究会　2016年）[7]
- 『陸上自衛隊の災害派遣の社会学的分析―東北地方・太平洋沖地震及び熊本地震を中心に―（安全保障のグローバリゼーションと『立正安国論』の現代的・学術的意義）』（早稲田大学危機管理研究会　2017年）[7]

### 共同執筆（図書）
- （秋元律郎・浦野正樹・吉瀬雄一・臼井恒夫）『災害の社会科学的研究－文献目録－』（早稲田大学文学部秋元律郎研究室　1982年）
- 『伊豆地域観光客安全対策調査（東海大地震対策）』（未来工学研究所　1982年）
- 『World Communication Report』（ユネスコ（パリ）　1992年）

### 共編著等（図書）
- （秋元律郎他著）『災害と社会体系』（早稲田大学社会科学研究所　1984年）
- （岩見隆夫・白鳥令共編）『乱連立の時代』（芦書房　1984年）
- （秋元律郎他著）『災害と地域社会』（早稲田大学社会科学研究所　1986年）
- （有吉広介編）『コミュニケーションと社会』（芦書房　1990年）
- （西原和久他編）『社会学理論のリアリティ』（八千代出版　1991年）
- （伊藤陽一監修）『政治経済を知る時事英語事典』（芦書房　1991年）
- 『日韓21世紀委員会参考論文集：世論調査・マスメディア調査・文献調査』（日本国際交流センター　1991年）
- （伊藤陽一監修）『政治経済を知る時事英語事典－増補地政学編』（芦書房　1996年）
- （田中伯知他著）『危機と社会変動』（早稲田大学アジア太平洋研究センター　1997年）
- （飯塚繁太郎・阪上順夫・片岡寛光・富田信男共編）『民意・政党・選挙』（新評論　1998年）
- （田中伯知編著）『危機と変動』（早稲田大学アジア太平洋研究センター　2000年）
- （田中伯知編著）『危機とシステム変動』（北樹出版　2000年）
- （元海上幕僚長・福地建夫海将との共著）『危機管理の社会学』（北樹出版　2001年）
- 『自然災害に対する地方自治体及び住民の対応－三宅島噴火災害を事例として－』（国立国会図書館調査及び立法考査局　2002年）※研究協力[8]
- （田中伯知編著）『「危機管理の社会学」を目指して』（高木書房　2003年）
- （D・S・アルバーツ米・国防次官補との共著、解説・元海上幕僚長福地建夫海将）『災害と軍事革命：危機管理の論理』（自由社　2005年）
- （田中伯知編著　福地建夫・柳谷晃）『危機管理と社会学－海洋・伝染病・地震－』（早稲田大学危機管理研究会・早稲田大学総合研究機構災害研究所報告書、早稲田大学エクステンションセンター・オープンカレッジ「危機管理」講座　講義資料Ⅰ　2006年）

### 共訳（図書）
- （ポール・F.ラザースフェルド他著・有吉広介監訳　田中伯知他訳）『ピープルズ・チョイス－アメリカ人と大統領選挙－』（芦書房　1987年）

※学会誌・市販誌・大学紀要（早稲田大学、慶應義塾大学、東海大学、獨協大学）及び『早稲田大学高等学院研究年誌』等に掲載された論文は省略 （執筆論文等は100点以上。①「国立国会図書館サーチ」（117件）、②「Research Map」、③日本社会学会「社会学文献情報データベース」（167件、姓と名の間に要スペース）等を参照）。